# Pikisaari (ö i Södra Karelen, Villmanstrand)
Pikisaari är en ö i Finland. Den ligger i sjön Saimen och i kommunen Villmanstrand i den ekonomiska regionen  Villmanstrands ekonomiska region  och landskapet Södra Karelen, i den södra delen av landet, 200 km nordost om huvudstaden Helsingfors. Öns area är 17,9 hektar och dess största längd är 0,8 kilometer i nord-sydlig riktning.